# 尼亚夫勒
尼亚夫勒（法語：Niafles，法語發音：[njafl]）是法国马耶讷省的一个市镇，属于贡捷堡区。

## 地理
尼亚夫勒（47°50'47"N, 1°0'7"W）面积8 平方千米，位于法国卢瓦尔河地区大区马耶讷省，该省份为法国西北部内陆省份，北起芒什省和奧恩省，西接伊勒-维莱讷省，南至曼恩-卢瓦尔省，东临萨尔特省。
与尼亚夫勒接壤的市镇（或旧市镇、城区）包括：布尚莱克朗、克朗、利夫雷拉图什、圣马丹迪利梅、拉塞勒克拉奈斯。

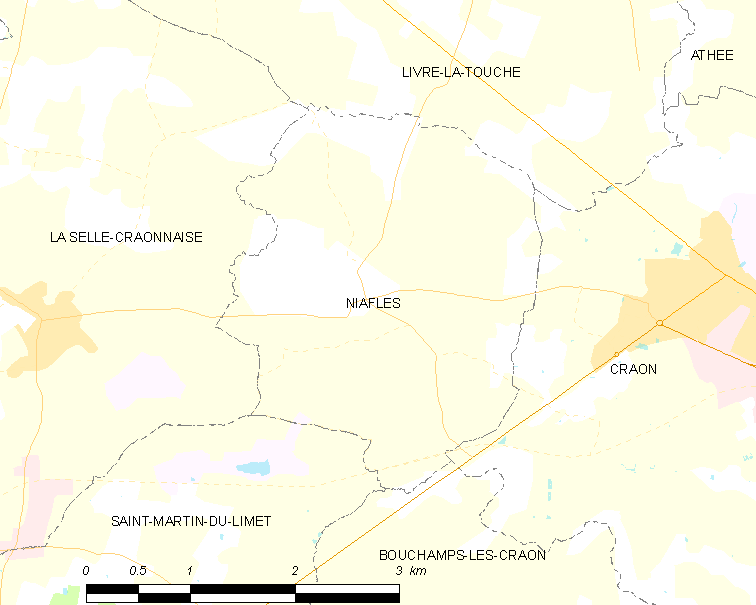
尼亚夫勒的OSM定位图

尼亚夫勒的时区为UTC+01:00、UTC+02:00（夏令时）。

## 行政
尼亚夫勒的邮政编码为53400，INSEE市镇编码为53165。

## 政治
尼亚夫勒所属的省级选区为马耶讷河畔贡捷堡第二县。

## 人口

1962-2008年间尼亚夫勒人口变化图示

尼亚夫勒于2022年1月1日时的人口数量为347人。